# 洛馬斯區

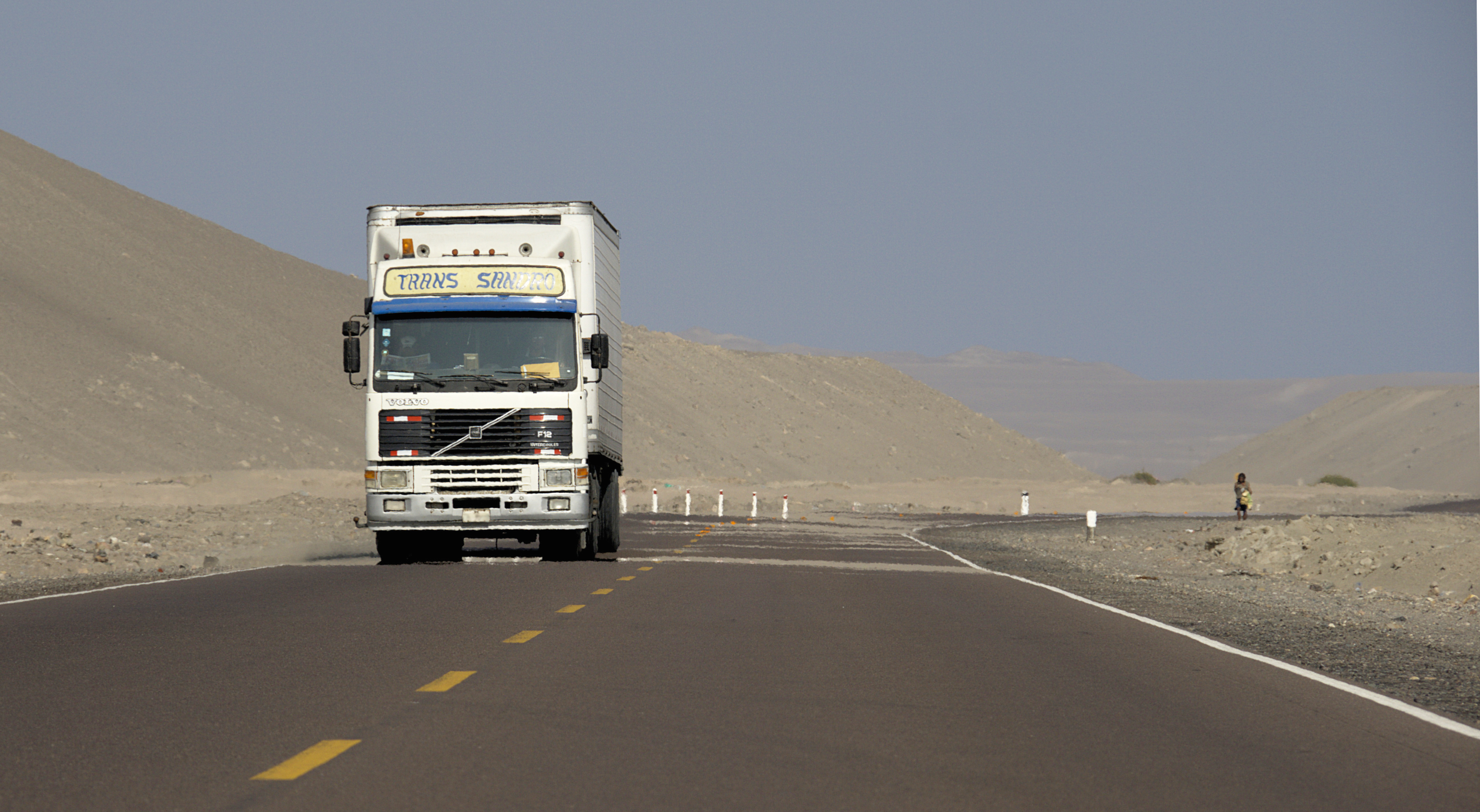

洛馬斯區（西班牙語：Distrito de Lomas），是秘魯的一個區，位於該國南部阿雷基帕大區的卡拉韋利省，始建於1935年10月22日，面積452.72平方公里，海拔高度18米，2005年人口919，人口密度每平方公里2.0人。